# Capitis deminutio
Capitis deminutio (łac. umniejszenie osobowości) – w prawie rzymskim utrata lub zmiana jednego ze statuum osoby. Powodowała m.in. zmianę długów cywilnych na naturalne.
Capitis deminutio maxima (dosł. największe umniejszenie osobowości) – zmiana status libertatis osoby wolnej, następowała przez popadnięcie w niewolę. Powodowała także zmianę status civitatis i familiae.
| Maxima est capitis diminutio, cum aliquis simul et civitatem et libertatem amittit; quae accidit incensis, qui ex forma censuali venire iubentur... Gajusz, fragm. G 1,160 | Największe umniejszenie osobowości jest [wtedy], gdy ktoś jednocześnie traci i obywatelstwo, i wolność; przytrafia się niewpisanym na listę, którzy mają obowiązek być wpisani... Gajusz, fragm. G 1,160 |

Capitis deminutio media (średnie umniejszenie osobowości) – zmiana status civitatis, np. utrata rzymskiego obywatelstwa, następowała m.in. na skutek skazania na karę wygnania. Powodowała także zmianę status familiae.
| Minor sive media est capitis diminutio, cum civitas amittitur, libertas retinetur; quod accidit ei, cui aqua et igni interdictum fuerit. Gajusz, G 1,161 | Mniejsze lub średnie umniejszenie osobowości jest [wtedy], gdy traci się obywatelstwo, a zachowuje wolność; przytrafia się tym, którzy zostali wygnani. Gajusz, G 1,161 |

Capitis deminutio minima (najmniejsze umniejszenie osobowości) – zmiana status familiae. Następowała przez zmianę przynależności do rodziny agnatycznej (np. przez mancypację, adopcję, arrogację lub conventio in manum kobiety alieni iuris), lub przez jej utratę (np. przez emancypację lub conventio in manum kobiety sui iuris).
| Minima est capitis diminutio, cum et civitas et libertas retinetur, sed status hominis conmutatur; quod accidit in his, qui adoptantur, item in his, quae coemptionem faciunt, et in his, qui mancipio dantur quique ex mancipatione manumittuntur... Gajusz, fragm. G 1,162 | Najmniejsze umniejszenie osobowości jest [wtedy], gdy zachowuje się obywatelstwo i wolność, lecz zmienia się status człowieka; przytrafia się tym, którzy są adoptowani, także tym, którzy zostają przekazani na drodze coemptionis, i tym, którzy zostali dani w mancypację i przez mancypację wyzwoleni... Gajusz, fragm. G 1,162 |

Capitis deminutio maxima i media powodowały zgaśnięcie patriae potestatis przez dotychczasowego patris familias, rozwiązanie małżeństwa (poprzez utratę iuris conubii) i zgaśnięcie ograniczonych praw rzeczowych.